# 扎維亞洛瓦島

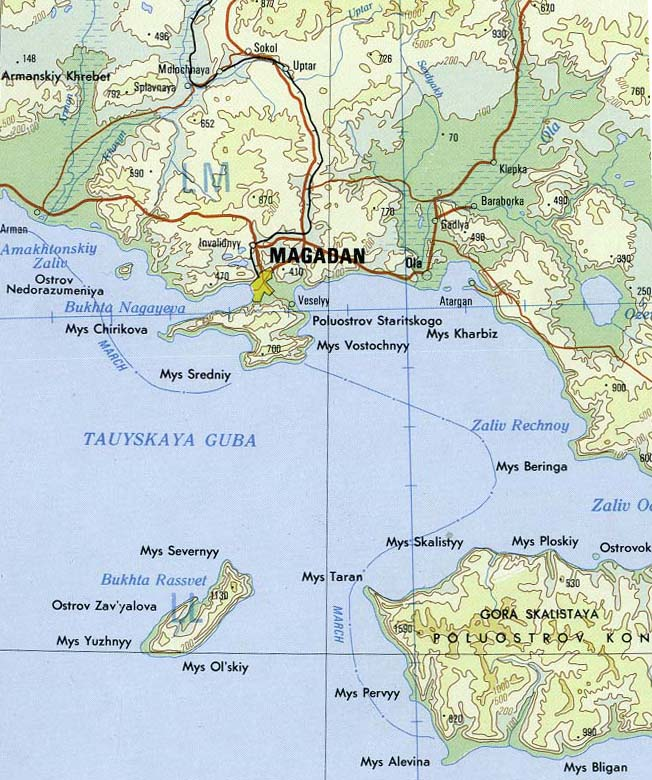
roght

扎維亞洛瓦島是俄羅斯的島嶼，位於鄂霍次克海，由馬加丹州負責管轄，長23公里、寬7.5公里，面積116平方公里，是陶伊灣最大的島嶼，其海岸是北海獅的繁殖地。

## 外部連結
- Magadan Oblast

59°03′N 150°37′E / 59.050°N 150.617°E